# Renato Poljak
Renato Poljak (* 20. April 1997 in Wien) ist ein österreichischer Basketballspieler.

## Laufbahn
Poljak spielte für den Wiener Verein Vienna D.C. Timberwolves in der 2. Bundesliga. in der Saison 2015/16 brachte er es in der Spielklasse auf Mittelwerte von 9,2 Punkten und 5,0 Rebounds je Begegnung. Im Sommer 2016 wechselte er zum Bundesligisten Oberwart Gunners. In der Vorsaison hatte er mit Wien die Zweitligameisterschaft gewonnen, in der Jugend gewann er die U19-Staatsmeisterschaft. Im Anschluss an die Saison 2022/23 verabschiedete er sich aus Oberwart, um den Schritt ins Ausland zu wagen.
Poljak blieb letztlich doch in Österreich, Anfang September 2023 wurde er als Neuzugang der Raiffeisen Flyers Wels vorgestellt. 2024 wurde er mit Wels österreichischer Pokalsieger. Nach zwei Jahren kehrte er nach Oberwart zurück.

### Nationalmannschaft
Er war österreichischer Jugendnationalspieler, im Februar 2019 wurde er zu einem Trainingslager der Herren-Nationalmannschaft eingeladen.
In der Basketballspielart „3-gegen-3“ erreichte er bei der Europameisterschaft 2019 das Viertelfinale und war damit am bis dahin besten Abschneiden einer österreichischen Vertretung bei dem Wettkampf beteiligt. Seinen Einstand in einem Länderspiel in Österreichs Herrennationalmannschaft gab er im August 2021.